# Zaandamsche Stoomvaart Maatschappij

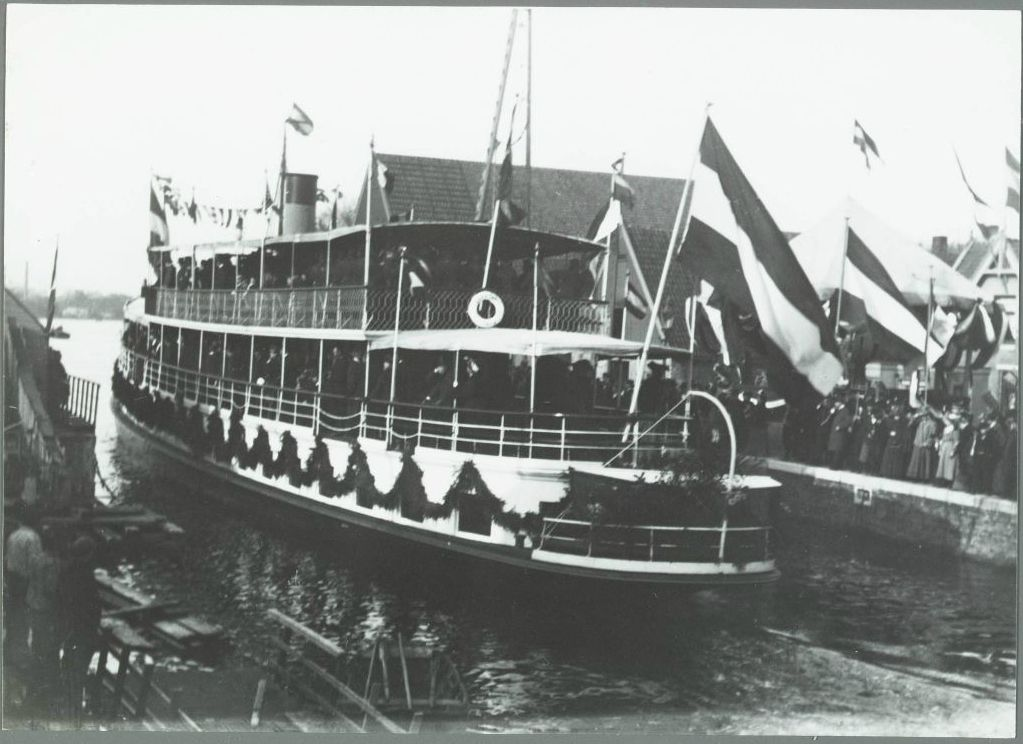
Met het schutten van de Zaandam I van de Zaandamsche werd in 1903 de Wilhelminasluis geopend

De Zaandamsche Stoomvaart Maatschappij was een rederij die vanaf 1902 in Noord-Holland met stoomboten passagiers- en vrachtdiensten onderhield.
De maatschappij werd in 1902 door welgestelde Zaandammers opgericht om de concurrentie aan te gaan met Alkmaar Packet. Als directeur werd de ervaren reder P.J.M. Verschure aangetrokken. Nog hetzelfde jaar ging de onderneming op in de fusiemaatschappij Verschure & Co.’s Algemeene Binnenlandsche Stoomvaartmaatschappij. Reeds in het jaar van oprichting werden de schroefstoomschepen Zaandam I en Zaandam II in de vaart gebracht. Onder de oorspronkelijke naam onderhield deze rederij vooral diensten tussen Amsterdam en Zaandam, maar later ook naar andere bestemmingen. De maatschappij was tot in de jaren 20 in een tarievenoorlog met Alkmaar Packet verwikkeld.